# Ilmari Niskanen
Ilmari Niskanen (Kiuruvesi, 27 de octubre de 1997) es un futbolista finlandés que juega en la demarcación de centrocampista para el Exeter City F. C. de la League One.

## Selección nacional
Tras jugar con la selección de fútbol sub-15 de Finlandia, la sub-16, la sub-17, la sub-18, la sub-19 y la sub-21 hizo su debut con la selección de fútbol de Finlandia el 3 de septiembre de 2020 en un partido de Liga de Naciones de la UEFA contra Gales que finalizó con un resultado de 0-1 tras el gol de Kieffer Moore.

## Clubes
| Club                        | País       | Año       | Partidos | Goles |
| --------------------------- | ---------- | --------- | -------- | ----- |
| Pallo-Kerho 37 (cedido)     | Finlandia  | 2013      | 22       | 9     |
| Kuopion Palloseura          | Finlandia  | 2013-2014 | 5        | 1     |
| SC Kuopio Futis-98 (cedido) | Finlandia  | 2014      | 7        | 0     |
| Pallo-Kerho 37 (cedido)     | Finlandia  | 2014      | 1        | 0     |
| Kuopion Palloseura          | Finlandia  | 2015-2017 | 85       | 4     |
| SC Kuopio Futis-98 (cedido) | Finlandia  | 2017      | 1        | 1     |
| Kuopion Palloseura          | Finlandia  | 2018-2020 | 86       | 21    |
| F. C. Ingolstadt 04         | Alemania   | 2020-2021 | 21       | 0     |
| Dundee United F. C.         | Escocia    | 2021-2023 | 61       | 2     |
| Exeter City F. C.           | Inglaterra | 2023-     | 80       | 2     |

## Palmarés

### Campeonatos nacionales
| Título        | Club               | País      | Año  |
| ------------- | ------------------ | --------- | ---- |
| Veikkausliiga | Kuopion Palloseura | Finlandia | 2019 |